# توني بارتون (منافس ألعاب قوى)
توني بارتون (بالإنجليزية: Tony Barton) هو منافس ألعاب قوى أمريكي، ولد في 17 أكتوبر 1969 في واشنطن العاصمة في الولايات المتحدة.

## وصلات خارجية
- توني بارتون على موقع الاتحاد الدولي لألعاب القوى (الإنجليزية)